# 駆逐艦戦闘章
駆逐艦戦闘章(くちくかんせんとうしょう、ドイツ語: Zerstörer-Kriegsabzeichen)は、ナチス・ドイツの勲章である。

## 概要
ドイツ国防軍海軍のエーリヒ・レーダーによって制定されたこの勲章は、駆逐艦の乗員が授与対象であった。また、高速魚雷艇戦闘章が制定されるまでは高速艇や魚雷艇の乗員も対象に含まれた。
駆逐艦戦闘章には上位の等級としてダイヤモンド付駆逐艦戦闘章が制定されており、特筆すべき軍功を上げた駆逐艦の艦長に贈ることとされていた。
上部に国家鷲章があり、波を切って走る駆逐艦の姿を金のゲッケイジュが取り囲むデザインである。1957年には国家鷲章からハーケンクロイツを削り取ったものが作成されている。
佩用位置は軍服左胸ポケットの下部であり、一級鉄十字章などの高位勲章を受章している場合はその下に佩用する。

## 授与資格
駆逐艦戦闘章を受けるには、以下の条件の内一つ以上を満たしている必要があった。
- 戦闘中の負傷
- 3回以上の交戦
- 12回以上の航海
- 乗船の沈没
- 優秀な戦績
- 英雄的行動

また、1940年10月10日以前にはナルヴィクの戦いへの参加も授与資格に盛り込まれていた。